# Lucyna Sieciechowiczowa
Lucyna Sieciechowiczowa (ur. 16 czerwca 1909 w Morasku, zm. 26 października 1986 w Zakopanem) – polska pisarka dla dzieci i młodzieży. Ukończyła studia na Uniwersytecie im. Adama Mickiewicza w Poznaniu. Po II wojnie światowej osiadła w Zakopanem.

## Publikacje
- Córka zastępu Jaskółek. Powieść harcerska, Poznań: Wydawnictwo Zachodnie, 1948.
- Hultajskie ścieżki, Warszawa: Nasza Księgarnia, 1957 (1956).
- Miasto na złotym szlaku. Powieść historyczna z XVI w., Warszawa: Nasza Księgarnia, 1954, 1955, 1966.
- Moralista i waganci, Warszawa: Nasza Księgarnia, 1958.
- Płatnerczyk ze Złotej Pragi, Warszawa: Nasza Księgarnia, 1963.
- Rozbójnik pana Potockiego, Warszawa: Nasza Księgarnia, 1966, 1978.
- Skarb Azinapa, Warszawa: Nasza Księgarnia, 1972.
- Tęcza nad Wagiem, Poznań: Wydawnictwo Zachodnie, 1947.
- Toruńska królewna, Warszawa: Biuro Wydawnicze "Ruch", 1962.
- Wacław z Potoka Potocki, Warszawa: Państwowy Instytut Wydawniczy, 1965.
- Za Krakowską Bramą, Warszawa: Nasza Księgarnia, 1960.
- Życie codzienne w renesansowym Poznaniu 1518-1619, Warszawa: Państwowy Instytut Wydawniczy, 1974.